# الدوري الفنلندي الممتاز 2018
الدوري الفنلندي الممتاز 2018 (بالفنلندية: Veikkausliigan kausi 2018)‏ هو موسم من الدوري الفنلندي الممتاز. أقيم بتاريخ 2018، وبمشاركة  12 فريقاً، وفاز فيه نادي هلسنكي.